# Sankt Erikscupen
Sankt Erikscupen, smeknamn: Sanktan, är en ungdomsturnering i flera sporter, åtminstone fotboll där namnet ännu används, och förekommer eller har förekommit i åtminstone ishockey, bordtennis och innebandy[när?].
Historiskt sett handlade det om fotboll och ishockey, i Stockholm sedan 1957. Turneringen hade startats av Aftontidningen och bedrivits 1943-1956 som AT-cupen.
Efter Aftontidningens nedläggning 1956 tog Aftonbladet över som arrangör av turneringen i fotboll 1957, och Expressen i ishockey samma år. Expressen tog sedan även över fotbollsturneringen 1958 och var med som arrangör där fram till 2014.
Turnering med samma namn förefaller också spelas, eller ha spelats, i Göteborg och Skåne.
Mellan 2001 och 2011 var Rickhard Bryttmar den mest framgångsrika fotbollstränaren när damerna han tränade i Stockholm tog hem segern tio år i rad.
I ishockey klev Expressen av som huvudsponsor 1999, då i stället Aftonbladet gick in och turneringen fick heta Aftonbladet Cup.
Något fåtal år senare tog Vivo-butikerna över, varvid turneringsnamnet blev Vivo Cup.
När Vivo-handlarna i Stockholm organiserades som Vi-butikerna blev namnet Vi-Cupen.
Sedan tog Mitt i-tidningarna över som huvudsponsor, Mitt i-Cupen.
Idag (2022) verkar Stockholms Ishockeyförbund arrangera motsvarande turnering själva, under namnet Stockholm Hockey Cup.

### Fotnoter
1. ↑  ”Sankt Erikscupen”. Stockholms fotbollförbund. Arkiverad från originalet den 3 november 2013. https://web.archive.org/web/20131103163241/http://www.stff.se/tavling-domare/st-eriks-cupen/. Läst 1 november 2013.
2. ↑  ”S:t Eriks-cupen 50 år”. Arkiverad från originalet den 3 november 2013. https://web.archive.org/web/20131103163241/http://www.stff.se/tavling-domare/st-eriks-cupen/. Läst 26 oktober 2018.